# Pisodonophis
Pisodonophis is een geslacht van straalvinnige vissen uit de familie van slangalen (Ophichthidae). Het geslacht is voor het eerst wetenschappelijk beschreven in 1856 door Johann Jakob Kaup.

## Soorten
- Pisodonophis boro Hamilton, 1822
- Pisodonophis cancrivorus Richardson, 1848
- Pisodonophis copelandi Herre, 1953
- Pisodonophis daspilotus Gilbert, 1898
- Pisodonophis hijala Hamilton, 1822
- Pisodonophis hoeveni Bleeker, 1853
- Pisodonophis hypselopterus Bleeker, 1851
- Pisodonophis semicinctus Richardson, 1848